# Cymatura mechowi
Cymatura mechowi là một loài bọ cánh cứng trong họ Cerambycidae.